# Victor Sotberg
Victor Sotberg (* 4. Juli 1991 in Steinkjer) ist ein norwegischer Webvideoproduzent und Moderator.

## Leben
Sotberg stammt aus Steinkjer, wo er zur Welt kam und aufwuchs. Im Jahr 2013 zog er nach Oslo. Er besuchte die Tanz- und Musikakademie Bårdar Akademiet. Unter dem Namen Weird Norwegian startete er einen englischsprachigen YouTube-Kanal. Später begann er für NRK Super, das Kinder- und Jugendangebot des norwegischen Rundfunks Norsk rikskringkasting (NRK) zu arbeiten. Für NRK begann er, Videos für den YouTube-Kanal FlippKlipp zu produzieren. Bei der im Herbst 2019 auf TV 2 ausgestrahlten Staffel der Tanzshow Skal vi danse erreichte Sotberg den dritten Platz. Mit der Sendung wurde er erstmals auch einem größeren erwachsenen Publikum bekannt. In seinen Videos und Auftritten sprach er wiederholt von seiner Bisexualität und er wurde in der Folge in den Medien auch als „queeres Vorbild“ bezeichnet. Seinen YouTube-Kanal benannte er schließlich in Victor Sotberg um und er begann dort, norwegischsprachige Inhalte zu produzieren.
Im Rahmen seiner Tätigkeit für NRK Super sang er für die Kampagne BlimE! das Lied Ser deg ein. Das Video dazu wurde das im Jahr 2020 meistgesehene YouTube-Video Norwegens und das Lied konnte sich in den norwegischen Musikcharts platzieren. Im selben Jahr moderierte er für NRK den Jugendwettbewerb MGPjr. Im Jahr 2020 gab Sotberg mit Bare Victor sein erstes Buch heraus. Für seinen Dialektgebrauch gewann er im Dezember 2020 den Dialektprisen. Der Preis wurde von der Norsk Målungdom, der Jugendorganisation von Noregs Mållag, verliehen. Zudem wurde er im Dezember 2020 als „Årets trønder“, also als aus Trøndelag stammende Person des Jahres ausgezeichnet.
In der im Frühjahr 2021 ausgestrahlten Reality-Serie 71° Nord erreichte er den zweiten Platz. Bei der im Herbst 2021 von NRK ausgestrahlten zweiten Staffel von Maskorama wurde Sotberg Zweiter hinter Didrik Solli-Tangen. Im Februar 2022 gab er seinen Abschied vom NRK-YouTube-Kanal FlippKlipp bekannt. Einen Monat später wurde Sotbergs Übergang von NRK zu TV 2 öffentlich erklärt. Im selben Jahr nahm er an der Tanzshow Skal vi danse: all stars teil.

## Werke
- Victor Sotberg, Erik Eikehaug: Bare Victor (2020)

## Diskografie

### Singles
| Jahr | Titel Album        | Höchstplatzierung, Gesamtwochen, AuszeichnungChartsChartplatzierungen (Jahr, Titel, Album, Platzierungen, Wochen, Auszeichnungen, Anmerkungen) | Anmerkungen |
| Jahr | Titel Album        | NO | Anmerkungen |
| ---- | ------------------ | --- | ----------- |
| 2021 | BlimE! – Ser Deg – | NO8 ×2Doppelplatin · (16 Wo.)NO |             |

Weitere Singles
- 2019: En dag i morra
- 2021: Knask eller knep
- 2021: Når skal nissen feire jul? (feat. Blåsemafian)